# HD 35759
HD 35759 är en ensam stjärna i den mellersta delen av stjärnbilden Giraffen. Den har en skenbar magnitud av ca 7,74 och kräver åtminstone en stark handkikare för att kunna observeras. Baserat på parallax enligt Gaia Data Release 2 på ca 14,0 mas, beräknas den befinna sig på ett avstånd på ca 233 ljusår (ca 71 parsek) från solen. Den rör sig närmare solen med en heliocentrisk radialhastighet på ca -12,6 km/s.

## Egenskaper
HD 35759 är en gul till vit stjärna i huvudserien av spektralklass G0 V. Den har en massa som är ca 1,2 solmassor, en radie som är ca 1,8 solradier och har ca 3,4 gånger solens utstrålning av energi från dess fotosfär vid en effektiv temperatur av ca 5 900 K. Stjärnan har en snabb egenrörelse.

## Planetsystem
År 2016 hittades en exoplanet i form av en gasjätte på en excentrisk bana runt stjärnan. Eftersom planeten upptäcktes med hjälp av dopplerspektroskopi är dess radie och verkliga massa osäkra.
| Planet | Massa            | Halv storaxel (AE) | Siderisk omloppstid (d) | Excentricitet | Inklination | Radie   |
| ------ | ---------------- | ------------------ | ----------------------- | ------------- | ----------- | ------- |
| b      | ≥ 3,76 ± 0,17 MJ | 0,389 ± 0,09       | 82,467 ± 0,019          | 0,389 ± 0,006 | -           | 0,91 RJ |